# Bryomyia
Bryomyia is een muggengeslacht uit de familie van de galmuggen (Cecidomyiidae).

## Soorten
- B. apsectra Edwards, 1938
- B. bergrothi Kieffer, 1895
- B. gibbosa (Felt, 1907)
- B. helmuti Jaschhof, 1998
- B. producta (Felt, 1908)